# Andrés Ingi Jónsson

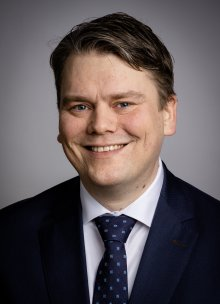
Andrés Ingi Jónsson, 2021

Andrés Ingi Jónsson (* 16. August 1979 in Reykjavík) ist ein isländischer Politiker. Er gehörte von 2016 bis 2024 dem isländischen Parlament Althing an. Er wurde 2016 als Vertreter der Links-Grünen Bewegung gewählt und bei den vorgezogenen Neuwahlen 2017 wiedergewählt, verließ die links-grüne Fraktion aber im November 2019. Seither war er zunächst fraktionsloser Abgeordneter, bis er sich im Februar 2021 den Píratar, der isländischen Piratenpartei, anschloss.

## Leben
Andrés Ingi hat einen M.A. der University of Sussex in Politologie (2007) und war unter anderem als Journalist für die Gratiszeitung 24 stundir und als Assistent in isländischen Ministerien (zunächst im Gesundheitsministerium, dann im Ministerium für Umwelt und natürliche Ressourcen) tätig. Er war in verschiedenen Organisationen aktiv, so gehörte er von 2009 bis 2013 dem Vorstand der Vereinigung für Frauenrechte Kvenréttindafélag Íslands an und war von 2012 bis 2013 stellvertretender Vorsitzender des isländischen Politologie-Fachverbands.
Seit der isländischen Parlamentswahl vom 29. Oktober 2016 ist Andrés Ingi Abgeordneter des isländischen Parlaments Althing für den Wahlkreis Reykjavík-Nord. Nach der vorgezogenen Parlamentswahl in Island 2017, bei der er wiedergewählt wurde, stimmten er und Rósa Björk Brynjólfsdóttir gegen die Koalitionsgespräche der Links-Grünen Bewegung mit der Unabhängigkeitspartei und der Fortschrittspartei. Sie verblieben jedoch auch nach der Bildung der Regierungskoalition in der links-grünen Parlamentsfraktion. Andrés Ingi verließ sie im November 2019, da es unter diesen Bedingungen zu schwierig geworden sei, für die Ideale seiner Partei einzustehen. Unter anderem seien die Maßnahmen der links-grün geführten Regierung zur Bekämpfung einer Klimakatastrophe weniger weitgehend ausgefallen, als er es für notwendig und selbstverständlich halte. Im Februar 2021 schloss er sich den Píratar, der isländischen Piratenpartei, an. Seine parlamentarische Zusammenarbeit mit den Píratar sei stets gut gewesen. Auch hätte er als fraktionsloser Abgeordneter nicht zur Wiederwahl bei der anstehenden Parlamentswahl in Island 2021 antreten können, da man nach isländischem Wahlrecht zwar als Abgeordneter im Althing verbleiben kann, wenn man aus seiner Partei austritt, aber nur Wahllisten von Parteien eingereicht werden können.
Nach seiner Wiederwahl 2021 trat er auch bei der vorgezogenen Parlamentswahl 2024 wieder zur Wahl an, auf dem dritten Listenplatz der Píratar in seinem Wahlkreis Reykjavík-Nord. Die Píratar konnten jedoch bei dieser Wahl keine Sitze mehr erringen.